# Joseph Guanish
Joseph Guanish est un chef autochtone des naskapis

## Biographie
Il a été chef des Naskapis durant vingt-cinq ans. Sous sa gouverne, cette nation s'est véritablement constituée politiquement, a obtenu l'autonomie gouvernementale et formé les institutions nécessaires à son développement. 
Il a été signataire de la Convention du Nord-Est québécois.

## Honneurs
- 2007 - Chevalier de l'Ordre national du Québec